# Kétegyháza
Kétegyháza (románul: Chitighaz) nagyközség Békés vármegyében, a Gyulai járásban. Az egyik legnagyobb magyarországi román nemzetiségű település: lakóinak mintegy 30 százaléka vallja magát románnak.

## Fekvése
A vármegye keleti részén fekszik, Békéscsabától és Gyulától közel azonos távolságra déli irányban, a kettő közül Gyulához kicsit közelebb. Szomszédai: észak felől Gyula, kelet felől Elek, délnyugat felől Nagykamarás és Medgyesegyháza, északnyugat felől Újkígyós és Szabadkígyós.

### Megközelítése

#### Közút
Központján végighalad a Gyula-Makó közti 4434-es út, ezen érhető el mindkét végponti település irányából; Békéscsaba felől a 4433-as, Elek irányából a 4435-ös úton érhető el.

#### Vasút
A hazai vasútvonalak közül a MÁV 120-as számú Szajol–Lőkösháza-vasútvonala és a 121-es számú Kétegyháza–Újszeged-vasútvonal is áthalad Kétegyházán, közös vasútállomásuk Kétegyháza vasútállomás. Az állomás a 120-as vonalon a volt Szabadkígyós megállóhely és Lőkösháza vasútállomás, a 121-esen pedig Szabadkígyós és Bánkút megállóhely között található. (A 120-as és 121-es vasútvonalak Békéscsaba vasútállomás és Kétegyháza között azonos nyomvonalon futnak.) Fizikailag a településközpont nyugati szélén található, közúti megközelítését a 4435-ös útból délnyugatnak kiágazó 44 341-es számú mellékút (Dózsa utca) teszi lehetővé.

## Története
1876-ig a falu Zaránd, majd Arad vármegyéhez tartozott, 1950 óta Békés (vár)megye része.
A térség az Árpád-kor után népesült be, az első írásos emlék 1412-ben szól először Kétegyházáról, amelyben Fövélyesi Siket Elek a falu egy részét adományként megkapja. Később Maróti János macsói bán tulajdona révén a gyulai várbirtok részévé vált. 1686-ban a tatárok elpusztították.
1723-ban a puszta Löwenburg János Jakab Békés vármegyei főispán tulajdonába került, aki bánáti románokat telepített a faluba, akik rövidesen templomokat építettek. A jelenlegi román ortodox templomot egy mesterséges magaslatra építették 1779-ben. Az Andrássyak tulajdonába került községben 1742-ben kastélyt, 1749-ben római katolikus templomot építettek, s Kétegyháza a gyulavári uradalom központja lett.
A falu a 19. század elejétől az Almásy-család birtokába került, amely 1804 után magyar lakosságot is telepített a faluba. 1800–1812 közötti mértani falurendezés során alakult ki a község mai arculatát meghatározó széles, hosszú, valamint az azokat merőlegesen keresztező utcák rendje.
Az 1848–49-es forradalom és szabadságharc idején a parasztmozgalmak egyik fészke, majd a 20. század eleji agrármozgalmak színhelye a település. Az első világháborút követően román csapatok, majd a második világháborúban német és szovjet csapatok harcoltak itt.

## Művelődési élete
A településen román általános iskola és óvodák működnek. A magyar általános iskola 1997-től Márki Sándor történész nevét viseli. 
Az Almásy grófok egykori romantikus stílusú parkkal övezett kastélyában 1952-ben indult meg a középiskolai oktatás: a szakmunkásképzés során egyidejűleg több, mint kétszázan sajátítják el a mezőgazdasági gépismereteket, képzik a gazdaasszonyokat, a leendő falusi vendéglátókat. Az iskola erdélyi vendégtanulókat is fogad.
A településen nyaranta a Kétegyházi Kulturális Napok rendezvénysorozatot rendezik meg, amelyet 2007 nyarától Pogácsa Fesztiválnak neveznek. A falu hírnevéhez az Országos Gasztronómiai Fesztivál is hozzájárul. A kastélypark területén található a Gépfejlődéstörténeti Gyűjtemény működő mezőgazdasági gépekkel. A másik nagy jelentőségű művelődési érték a Kétegyházi Román Tájház.

## Közélete

### Polgármesterei
| Polgármester | Polgármester                    | Polgármester |                                        |
| ------------ | ------------------------------- | ------------ | -------------------------------------- |
| 1990–1994    | Dr. Eisele József               | FKgP         |                                        |
| 1994–1998    | Dr. Eisele József               | FKgP         |                                        |
| 1998–2001    | Gulyás György                   | független    | a képviselő-testület feloszlatta magát |
| 2001–2002    | Gulyás György                   | független    | Időközi választás 2001. december 16.   |
| 2002–2006    | Gulyás György                   | független    |                                        |
| 2006–2010    | Kalcsó Istvánné Gyuricska Mária | független    |                                        |
| 2010–2014    | Kalcsó Istvánné Gyuricska Mária | független    |                                        |
| 2014–2019    | Kalcsó Istvánné Gyuricska Mária | független    |                                        |
| 2019–2024    | Dr. Rákócziné Tripon Emese      | független    |                                        |
| 2024–        | Dr. Rákócziné Tripon Emese      | független    |                                        |

## Népesség
A település népességének változása:
| Lakosok száma | 3694 | 3622 | 3303 | 3230 | 3323 | 3308 | 3274 |
|               | 2013 | 2014 | 2019 | 2021 | 2022 | 2023 | 2024 |

2001-ben a település lakosságának 65%-a magyar, 30%-a román, 3%-a cigány, 1%-a német és 1%-a egyéb (főleg szlovák és szerb) nemzetiségűnek vallotta magát.
A 2011-es népszámlálás során a lakosok 83,3%-a magyarnak, 5,4% cigánynak, 1,7% németnek, 27,6% románnak, 0,2% szerbnek, 0,4% szlováknak mondta magát (16,1% nem nyilatkozott; a kettős identitások miatt a végösszeg nagyobb lehet 100%-nál). A vallási megoszlás a következő volt: római katolikus 21,7%, református 4,9%, evangélikus 1,2%, görögkatolikus 0,9%, egyéb valláshoz tartozó (főleg ortodox) 26,2%, felekezeten kívüli 21% (24,1% nem nyilatkozott).
2022-ben a lakosság 89,6%-a vallotta magát magyarnak, 15% románnak, 4,7% cigánynak, 0,9% németnek, 0,2% szlováknak, 0,1% szerbnek, 1,6% egyéb, nem hazai nemzetiségűnek (10% nem nyilatkozott; a kettős identitások miatt a végösszeg nagyobb lehet 100%-nál). Vallásuk szerint 15,1% volt római katolikus, 10,2% ortodoxnak, 3,8% református, 1,6% görög katolikus, 1% evangélikus, 4,3% egyéb keresztény, 1% egyéb katolikus, 24,6% felekezeten kívüli (38,4% nem válaszolt).

## Neves kétegyházi személyek
- Márki Sándor (Kétegyháza, 1853. március 27. – Gödöllő, 1925. július 1.) történetíró, egyetemi tanár, az MTA tagja (levelező: 1892, rendes: 1912). Márki István öccse.
- Itt született (1952. október 29. –) Kalcsó József festő, grafikus  Archiválva 2007. szeptember 29-i dátummal a Wayback Machine-ben
- Itt született (1881. október 16. – 1918. július 22.) Mudin István atléta

## Nevezetességei
- Andrássy–Almásy kastély, a barokk-copf kastélyt első földesura, Andrássy Zsigmond aradi alispán építette 1742-ben[14]
- Gépmúzeum – mezőgazdasági gépek és eszközök gyűjteménye a 18. századi barokk Andrássy–Almásy kastélyban
- Román Tájház
- Zsidó temető, kiemelt zsidó helytörténeti érték 19-20. század